# Mark Ellis
Mark Ellis alias Flood, född i Manchester 1960, är en musikproducent som samarbetat med artister som U2, Depeche Mode, The Killers, The Smashing Pumpkins, Nine Inch Nails, Erasure, A-ha, Nick Cave and the Bad Seeds och PJ Harvey.